# Isaak Kuoke
Isaak Kuoke (Accra, 6 mei 1977) is een Ghanese voetballer die bij voorkeur als aanvallende middenvelder speelt.

## Carrière
- 1995-1999: Asante Kotoko
- 1999-2001: Najran SC
- 2001-2004: Asante Kotoko
- 2004-2007: Beroe Stara Zagora